# Orix Theater

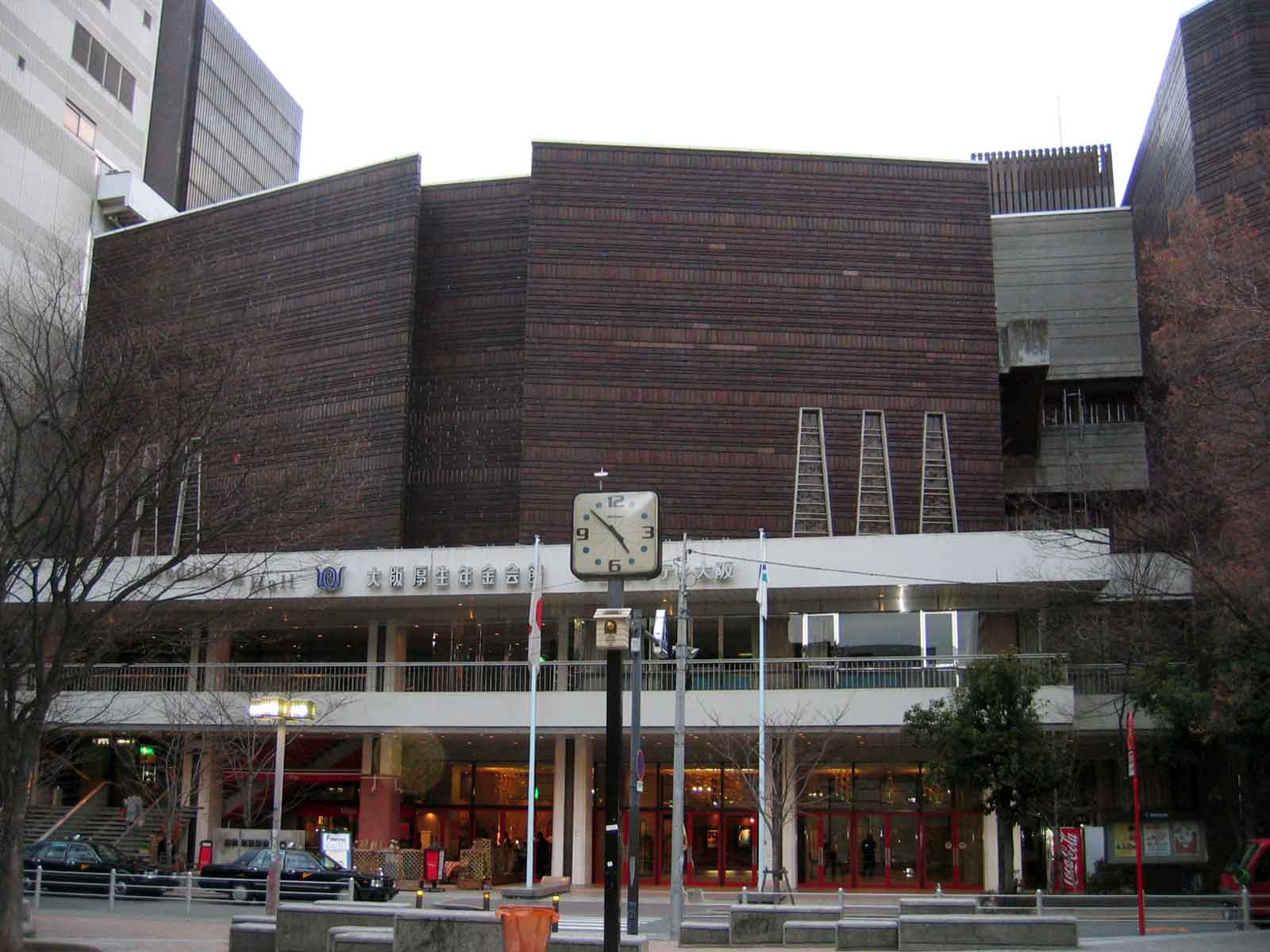
Orix Theater

Az Orix Theater (オリックス劇場; Hepburn: Orikkusu Gekijō) (korábban Oszaka kószei nenkin kaikan) 2 400 ülőhelyes koncertterem Oszaka Nisi-ku városrészében. Az épület főtermében többek között olyan előadók adtak koncerteket, mint a Black Sabbath, a Pink Floyd, a Deep Purple, a Whitesnake, Robin Trower, a Rainbow, a Queen, a Santana vagy a UFO. Hivatalosan 1968. április 14-én nyitották meg Oszaka akkori legnagyobb koncerttermeként. A komplexum egy kisebb termet, szállásokat és két éttermet is magába foglal. Az épületet 2009 októberében eladták az Orix ingatlanipari vállalatnak, ami azóta „Orix Theater” néven üzemelteti azt.